# Первый канал ОРТФ
Первый канал ОРТФ (Première chaîne de l'ORTF) — 1-я телепрограмма во Франции с 14 июля 1937 до 5 января 1975 года, вещание по которой велось Управлением французского радиовещания и телевидения. с 14 июля 1937 года до 31 июля 1939 года - назывался «Радиодиффюзьон насьональ Телевизьон» («Radiodiffusion nationale Télévision»), с 1 августа до 3 сентября 1939 года - назывался «Телесинема Радиодиффюзьон насьональ» («Télécinema Radiodiffusion nationale»), с 7 мая 1943 года до 12 августа 1944 года - назывался «Фернзенсендер Парис» («Fernsehsender Paris»), с 1 октября 1944 года до 8 февраля 1949 года - «РДФ Телевизьон Франсэс» («RDF Télévision française»), с 9 февраля 1949 до 21 декабря 1963 года - «РТФ Телевизьон» («RTF Télévision»), с 21 декабря 1963 года - «РТФ Телевизьон 1» («RTF Télévision 1»)

## Передачи
- с 14 июля 1937 до 5 января 1975 года - выпуски информационной программы «24 ор сюр ля Ун» («24 heures sur la Une») в 13.00 и в 20.00, до 11 сентября 1972 года называлась «Энформасьон Премьер» («Information Première»), до 3 ноября 1969 года - «Теле Суар» («Télé-Soir» - «Теле-Вечер») в 20.00, «Теле Миди» («Télé-Midi» - «Теле-Полдень») 13.00, «Теле Суар дерньер» («Télé-Soir dernière» - «Теле-Вечер последний») поздно вечером, до 20 апреля 1965 года - «Актуалите Телевизе» («Actualités télévisées» - «Телевизионные новости»), до 19 апреля 1963 года - «Журналь телевизе де ля РТФ» («Journal télévisé de la RTF» - «Телевизионная газета РТФ»), включавшую в себя:
  - текущие новости и репортажи от Министерства информации;
  - с 1964 года также текущие новости от агентства «Франс Пресс» и других информационных агентств;
  - репортажи, подготовленные самим же управлением;
- спортивные трансляции;
- премьеры и повторы выпусков тележурналов, премьеры и повторы документальных телефильмов и эпизодов документальных телесериалов;
- премьеры и повторы выпусков телешоу (с 1964 года в значительно большем количестве);
- детские передачи, в том числе премьеры и повторы детских телефильмов и детских телесериалов, включая мультипликационные;
- премьеры и повторы иностранных телефильмов и эпизодов иностранных телесериалов, с 1966 года также в меньшей степени премьеры и повторы телефильмов, снятых по заказу самого Управления французского радиовещания и телевидения;
- телевизионные премьеры и повторы французских фильмов, иностранных фильмов, с 1970 года также и снятых при участии самого Управления французского радиовещания и телевидения;
- с 1967 года - реклама в частично ограниченном количестве (доходы от рекламы не могли превышать 25% всего финансирования учреждения).